# Leuchtturm Kaavi
Der Leuchtturm Kaavi (estnisch Kaavi tuletorn) steht auf der Halbinsel Sõrve, im Dorf Kaavi, Landgemeinde Saaremaa auf der Insel Saaremaa in Estland. Er hilft bei der Navigation vor der gefährlichen Ostküste der Insel mit zahlreichen Felsen, Untiefen und Wracks.
Der Leuchtturm ist ein quadratischer Betonturm vom Virtsu-Typ, wie auch die Türme in Letipae, Hiiessaare und Loode, die alle eine Galerie, aber kein Laternenhaus haben. Der Turm ist auf einem quadratischen Betonblock aufgesetzt. Er ist braun gestrichen mit einem breiten weißen horizontalen Band in der Mitte. Der Standort des Leuchtturms befindet sich auf der Südostseite der Halbinsel, etwa vier Kilometer östlich von Mäebe.